# ТЕС Пегу
ТЕС Пегу – теплова електростанція у Португалії.
У 1993 та 1995 роках на майданчику станції ввели в дію два конденсаційні енергоблоки з паровими турбінами потужністю по 314 МВт. Паливна ефективність блоків становила 38,3%.
У 2011-му запустили два однотипні парогазові блоки комбінованого циклу потужністю по 418 МВт, у кожному з яких одна газова турбіна живить через котел-утилізаторів одну парову турбіну. Паливна ефективність цих блоків становить 58%.
В 2021 році застарілі конденсаційні блоки вивели з експлуатації.
Конденсаційні блоки були розраховані на спалювання вугілля. Парогазові блоки використовують природний газ, що надходить до регіону по трубопроводу Кампо-Майор – Лейрія.
Для видалення продуктів згоряння вугільних блоків призначався димар заввишки 200 метрів. 
Для охолодження використовують воду із річки Тахо.
Парогазова станція під’єднана до ЛЕП, що працює під напругою 400 кВ.